# Сенов, Пётр Леонидович
Пётр Леонидович Сенов (1902—1984) — советский учёный и педагог в области фармакологии, доктор медицинских наук (1946), профессор (1950), Заслуженный деятель науки РСФСР (1963).

## Биография
Родился 30 марта 1902 года во Владивостоке.
С 1824 по 1928 год обучался во Владивостокском фармацевтическом техникуме, и с 1928 по 1931 год работал в этом техникуме на преподавательских должностях.
С 1931 по 1933 год на научно-исследовательской работе в ВНИИ растениеводства в должности научного сотрудника. С 1933 по 1936 год на научно-исследовательской работе во Всесоюзном институте экспериментальной медицины в должности научного сотрудника.
Одновременно с основной деятельности проходил  обучение на экстернате биологического факультета Московского государственного университета, которое окончил в 1936 году. С 1937 по 1984 год на научно-педагогической работе в Первом Московском орденов Ленина и Трудового Красного Знамени медицинском институте на преподавательских должностях на кафедре фармацевтической химии, с 1953 по 1979 год — заведующий кафедрой фармацевтической химии, с 1979 года — профессор-консультант этой кафедры.

### Научно-педагогическая деятельность
Основная научно-педагогическая деятельность П. Л. Сенова была связана с вопросами в области лекарствоведения и фармацевтической химии. Под руководством П. Л. Сенова разрабатывались методы физико-химического анализа сложных лекарственных средств, в том числе препаратов растительного происхождения, им был предложен новый аналитический метод в области контроля качества лекарственных средств. П. Л. Сенов являлся одним из первых исследователей Средней Азии и Дальнего Востока по открытию новых лекарственных растений этих регионов. П. Л. Сенов являлся экспертом Всемирной организации здравоохранения, с 1951 по 1955 год являлся председателем Правления Всесоюзного научного общества фармацевтов и с 1953 по 1960 год — председателем Фармакопейного комитета Министерства здравоохранения СССР.
В 1946 году защитил диссертацию на соискание учёной степени доктор медицинских наук по теме: «Материалы к познанию смолоносных растений южных районов СССР. Добывание и исследование смол», в 1950 году ему было присвоено учёное звание профессор. Под руководством П. Л. Сенова было написано около двухсот тридцати научных трудов, в том числе учебников для высшей и средней школы, с 1952 по 1960 год являлся редактором научного журнала «Аптечное дело», был членом редакционного отдела «Фармакология» второго издания Большой медицинской энциклопедии.
Скончался 21 ноября 1984 года в Москве, похоронен на Новодевичьем кладбище.

## Награды
- два ордена Трудового Красного Знамени

### Звания
- Заслуженный деятель науки РСФСР (1963)